# Rosendo Ribeiro (médico)
Rosendo Ayres Ribeiro (Goa, 1871 — Londres, 2 de fevereiro de 1951) foi o primeiro médico a praticar medicina particular no Quênia, assim como o primeiro a descobrir a peste bubônica no país. Por sua valiosa contribuição à medicina local, ele recebeu a Ordem do Império Britânico.
O médico foi casado com a goesa Margarida Ribeiro, com quem teve nove filhos.

## Carreira

### Medicina na África Oriental
Proveniente da então Índia Portuguesa, ele chegou a Mombaça em fevereiro de 1900, aos 29 anos, e foi um dos primeiros goeses a chegar ao Quénia e o primeiro a presidir a associação goesa local, em 1906.
Começou a exercer medicina numa tenda. Dada a grande procura pelos seus serviços, logo se instalou num consultório próprio, mais amplo e equipado. Além da prática fixa, o Dr. Ayres Ribeiro também atendia às chamadas dos seus clientes ao domicílio, coisa que curiosamente fazia montado numa zebra que ele mesmo havia domesticado, o que lhe conferiu o apelido de «O Doutor da Zebra».

### Diplomacia
O Dr. Ayres Rosendo desempenhou ainda a função de Vice-Cônsul de Portugal em Nairóbi, capital queniana, de 1914 a 1924, tendo em vista que Goa era então parte do Estado Português da Índia e ele um proeminente cidadão lusitano e lusófono.